# Special Message to the Congress on Urgent National Needs
- à gauche : Lyndon B. Johnson, président du Sénat (et vice-président des États-Unis) ;
- à droite : Sam Rayburn, président de la Chambre des représentants.

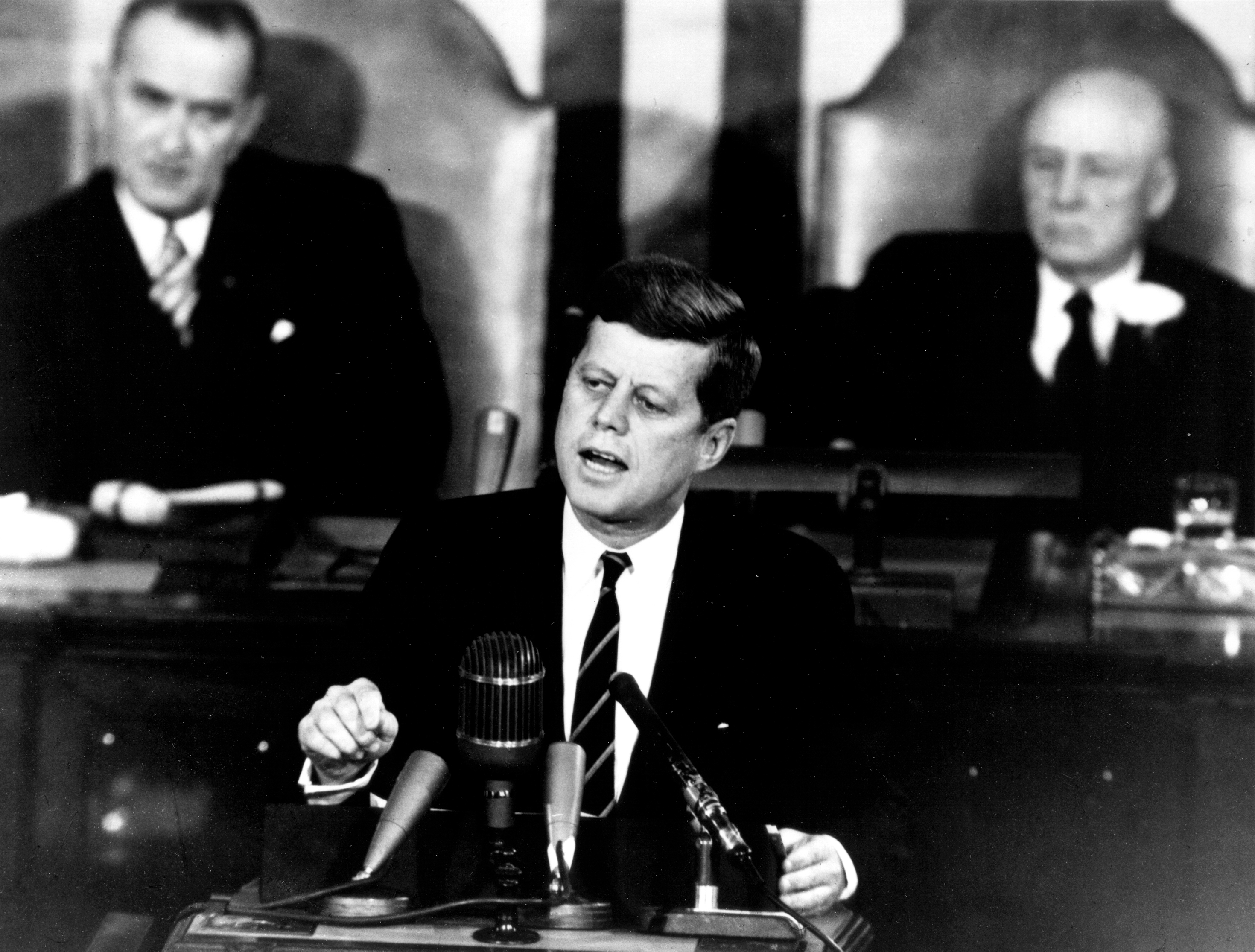
Kennedy prononçant son discours devant le Congrès. En arrière-plan :

Le Special Message to the Congress on Urgent National Needs (de l'anglais, litt. « message spécial au Congrès sur les besoins nationaux urgents »), aussi appelé Moon Shot Speech (litt. « discours du programme lunaire »), est un discours de John F. Kennedy, alors président des États-Unis, prononcé le 25 mai 1961 devant les membres du Congrès. Il leur annonce vouloir poser un Américain sur la Lune avant la fin de la décennie, et leur demande de voter les budgets nécessaires pour y parvenir.
Cette déclaration, qui conclut un discours sur la guerre froide, intervient un mois et demi après que les Soviétiques ont réussi le premier vol spatial habité, embarquant Youri Gagarine. Ce revers pour les États-Unis dans la course à l'espace, suivi de peu par l'échec du débarquement de la baie des Cochons, a probablement convaincu Kennedy de soutenir le programme spatial auquel il était jusqu'alors plutôt réticent.
L'objectif ambitieux d'envoyer un homme sur la Lune dans la décennie est confirmé par Kennedy en septembre 1962 dans son discours We choose to go to the Moon, avant d'être finalement atteint en juillet 1969 par Neil Armstrong et Buzz Aldrin, lors de la mission Apollo 11. Kennedy n'en est toutefois pas témoin, puisqu'il est assassiné en 1963.

## Typologie
Kennedy s'exprime le 25 mai 1961 devant la Chambre des représentants et le Sénat, les deux chambres du Congrès, réunies en session conjointe.
Bien qu'un discours sur l'état de l'Union se déroule dans les mêmes conditions, et bien que Kennedy lui-même appelle le discours du 25 mai le « deuxième discours sur l'état de l'Union de 1961 » (« second State of the Union message of 1961 »),, il ne s'agit pas d'un discours sur l'état de l'Union.
La raison pour laquelle il ne peut pas être qualifié ainsi ne vient pas du fait que Kennedy en a déjà prononcé un quatre mois plus tôt, le 30 janvier, alors qu'ils sont normalement annuels. En effet, ainsi que le rappelle Kennedy lui-même au début du discours, la Constitution des États-Unis impose seulement au président d'informer le Congrès de l'état de l'Union « de temps à autre » (« from time to time ») (article 2, section III). Le caractère annuel n'est donc qu'une tradition, qui peut ne pas être suivie dans des circonstances extraordinaires.
Aussi, la véritable raison pour laquelle le discours du 25 mai 1961 ne peut être qualifié de discours sur l'état de l'Union, tient au fait qu'il n'aborde que certains sujets, en l'occurrence liés à la guerre froide, plutôt que l'état de la Nation dans son ensemble.

## Déroulement

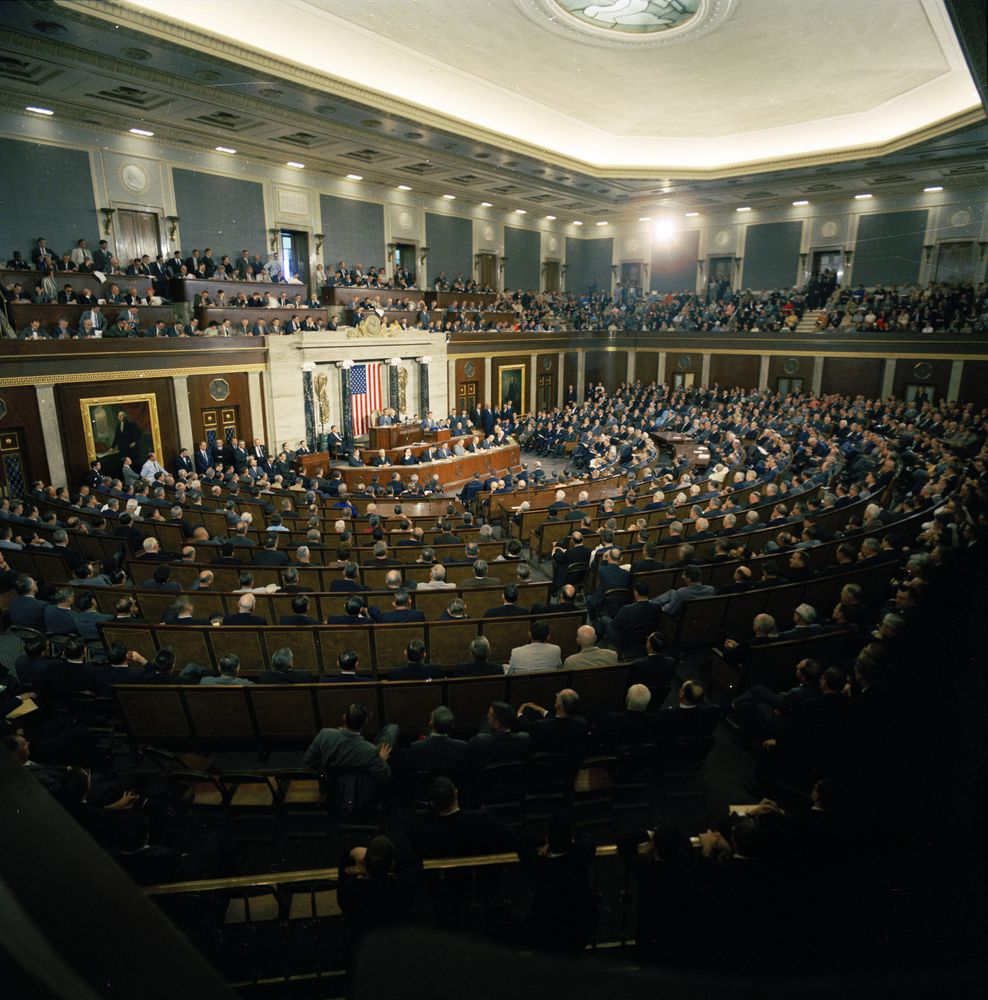
Vue d'ensemble de la session conjointe du Congrès pendant le discours.

Une session conjointe du Congrès est prévue pour le 25 mai 1961 à 12 h 30 par une résolution concomitante (en) prise la veille à la fois par le Sénat et la Chambre des représentants, à l'initiative de cette dernière (H. Con. Res. 316).
À 12 h 14, le Sénat interrompt sa séance et quitte son hémicycle de l'aile Nord du Capitole de Washington pour rejoindre l'aile Sud où siège la Chambre des représentants. Celle-ci achève sa pause à 12 h 20.
Une fois les sénateurs ayant installés dans l'hémicycle auprès de leurs collègues représentants, le président de la Chambre des représentants, Sam Rayburn, et le président du Sénat, Lyndon B. Johnson, désignent les membres de leurs chambres respectives qui vont escorter le président Kennedy lors de son entrée dans l'hémicycle : 
- représentants : McCormack (Massachusetts), Walter (en) (Pennsylvanie), Albert (Oklahoma), Halleck (en) (Indiana), Arends (en) (Illinois) ;
- sénateurs : Mansfield (Montana), Humphrey (Minnesota), Smathers (Floride), Dirksen (Illinois), Kuchel (Californie), Bridges (en) (New Hampshire).

Les diplomates étrangers entrent ensuite dans l'hémicycle, puis le cabinet du président, et enfin Kennedy à 12 h 31.
Le président de la Chambre des représentants introduit Kennedy, qui prend alors la parole. Il lit son discours sur 81 pages imprimées, à une époque où les prompteurs sont peu répandus. Son discours dure 45, 46, ou 47 minutes.
À 13 h 22, Kennedy se retire, accompagné des membres du Congrès qui l'ont escorté à son arrivée. Il est suivi par son cabinet, puis par les diplomates étrangers. La session conjointe se termine à 13 h 24, et le Sénat regagne son hémicycle pour reprendre sa séance à 13 h 30. La Chambre des représentants reste quant à elle en pause jusqu'à 14 h 30.
Le discours est retransmis à la télévision, notamment sur CBS.

## Contenu
Le discours, qui compte près de 6 000 mots,, est divisé en dix parties :
- I.
- II. Economic and Social Progress at Home [Progrès économique et social aux États-Unis]
- III. Economic and Social Progress Abroad [Progrès économique et social à l'étranger]
- IV.
- V. Our Partnership for Self-Defense [Notre partenariat pour l'auto-défense]
- VI. Our Own Military and Intelligence Shield [Notre propre bouclier militaire et de renseignement]
- VII. Civil Defense [Défense civile]
- VIII. Disarmament [Désarmement]
- IX. Space [Espace]
- X. Conclusion

Dans la partie I, un passage du texte tel qu'il a été signé et transmis au Congrès n'a pas été prononcé.
Le principal rédacteur de ce discours est Ted Sorensen, proche conseiller du président ; Kennedy a tout de même participé à l'écriture, comme le montrent ses corrections au stylo sur les pages imprimées du discours.
Le discours fixe la date limite pour l'alunissage « before this decade is out » (« avant la fin de cette décennie »), de manière volontairement évasive afin de se laisser une marge de manœuvre. Ce choix est celui de Kennedy, comme l'indique Sorensen dans sa biographie du président : « il était réticent à promettre une année en particulier, et s'est référé à “cette décennie” comme une date limite qu'il pourrait par la suite interpréter comme 1969 ou 1970 ».
- Plusieurs copies du discours réunies par Evelyn Lincoln (en), secrétaire de Kennedy
- Copie pour la presse.
- Copie pour la presse.
- Copie utilisée au Congrès pour la lecture du discours.
- Brouillon.
- Brouillon.

## Accueil
Le discours a provoqué des applaudissements du Congrès à dix-huit reprises,.
Bien qu'un auteur décrive une assemblée « déchaînée » lorsque Kennedy a évoqué la conquête lunaire, la réaction semble en réalité avoir été plus mitigée.
En effet, d'autres auteurs n'y voient que des « applaudissements habituels »,, voire un accueil « froid ». Kennedy lui-même a qualifié, attristé, le Congrès de « moins qu'enthousiaste », lors d'une conversation avec son conseiller Ted Sorensen dans la voiture qui les ramenait à la Maison-Blanche après le discours,.
Un auteur fait la synthèse de ces deux interprétations en rappelant que cette réaction, bien qu'elle puisse paraître froide, a été analysée à l'époque comme un « consentement muet », et souligne que « la majorité des parlementaires n'étaient pas apathiques ni hostiles », mais qu'« au contraire la plupart d'entre eux étaient si lassés de ce qu'ils voyaient comme une torpeur présidentielle, qu'ils avaient une réaction très positive, viscérale, vis-à-vis de son appel à l'action ».
Les deux chambres de la 87e législature du Congrès (en) assistant au discours sont à majorité démocrate, le même parti que le président Kennedy. Aussi, quelques parlementaires Républicains de l'opposition  ont vu dans les propositions présidentielles des dépenses imprudentes, en particulier Leslie C. Arends (en), représentant de l'Illinois et whip de l'opposition, qui a qualifié le discours d'« extraordinaire occasion pour le Congrès de se réunir en session conjointe pour avoir l'expérience extraordinaire d'écouter le président Kennedy ne rien dire d'extraordinaire ». Mais de nombreux autres Républicains, s'ils sont restés silencieux au début du discours, ont accueilli la suite de manière de plus en plus chaleureuse.
Avec le recul, ce discours n'est généralement pas considéré comme l'un des meilleurs de Kennedy, parmi lesquels on place plutôt son discours inaugral ou un autre discours sur la conquête lunaire, We choose to go to the Moon en 1962, considéré comme plus riche, plus inspirant, plus éloquent. Le discours du 25 mai 1961 est toutefois parfois considéré comme « l'un des plus inspirés et visionnaires de l'histoire de l'exploration spatiale ».

## Postérité
En 1969, un extrait de ce discours est inscrit sur le disque en silicium déposé à la surface de la Lune par Apollo 11 :
« We go into space because whatever mankind must undertake, free men must fully share. [...] I believe that this Nation should commit itself to achieving the goal before this decade is out, of landing a man on the moon and returning him safely to the earth. No single space project in this period will be more exciting, or more impressive to mankind, or more important for the long-range exploration of space; and none will be so difficult or expensive to accomplish. »
Le 25 mai 2011, pour le 50e anniversaire de ce discours, plusieurs événements ont lieu :
- Le vice-président, Joe Biden, s'exprime devant 400 personnes à la John F. Kennedy Presidential Library and Museum à Boston[30],[31]. Buzz Aldrin, un des deux astronautes à avoir posé le pied sur la Lune en 1969, prononce également un discours à cette occasion[32].
- La NASA donne un spectacle intitulé Human Spaceflight: The Kennedy Legacy au John F. Kennedy Center for the Performing Arts à Washington[33].
- La John F. Kennedy Presidential Library and Museum déclassifie et rend public l'enregistrement sonore d'une réunion entre le président Kennedy et l'administrateur de la NASA, James E. Webb, le 18 septembre 1963 au sujet de l'avenir du programme spatial américain[34],[35],[36].

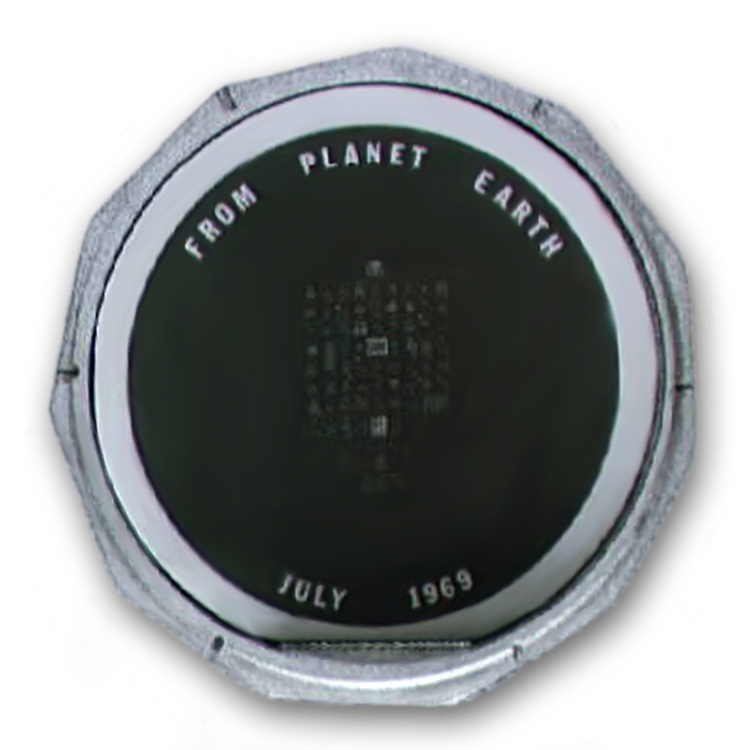
Le disque en silicium déposé à la surface de la Lune par Apollo 11 contient un extrait du discours.
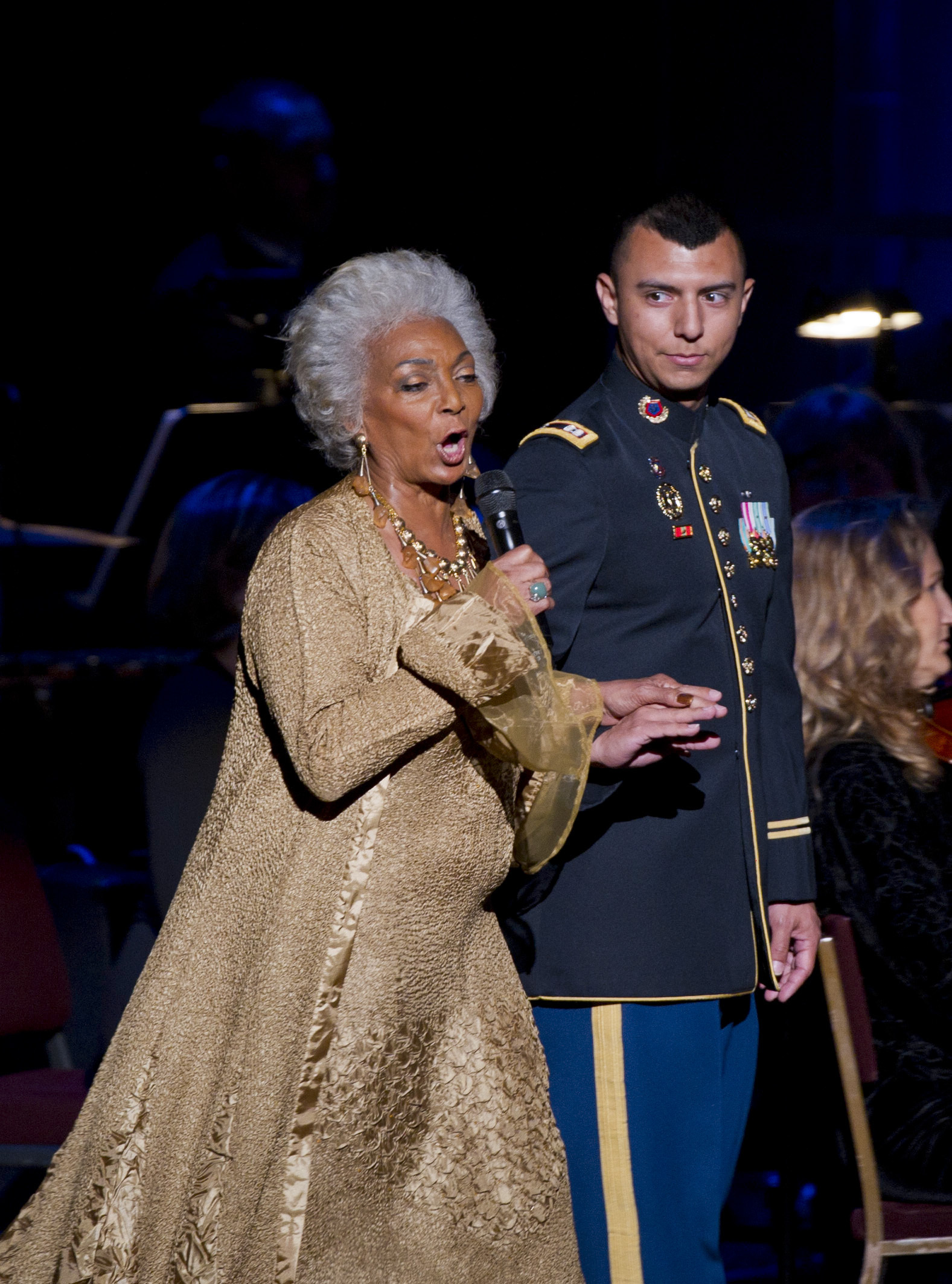
Nichelle Nichols, qui a interprété Nyota Uhura dans Star Trek, chante au spectacle donné pour le 50e anniversaire du discours.

### Publications du discours
Transcriptions officielles publiées par le United States Government Printing Office (USGPO) :
- Dans des compilations :
  - (en) John F. Kennedy : Containing the Public Messages, Speeches, and Statements of the President, January 20 to December 31, 1961, Washington (DC), USGPO, coll. « Public Papers of the Presidents of the United States (en) », 1962, chap. 205 (« Special Message to the Congress on Urgent National Needs. May 25, 1961 »), p. 396–406 [lire en ligne].
  - (en) Congressional Record, vol. 107-7 : May 18, 1961 to June 7, 1961, Washington (DC), USGPO, 7 juin 1961, « House of Representatives - Thursday, May 25, 1961: Joint Session of the House and Senate Pursuant to the Provisions of House Concurrent Resolution 316 to Hear an Address by the President of the United States », p. 8877–8882 [lire en ligne].
  - (en) Journal of the Senate of the United States of America : First Session of the Eighty-Seventh Congress, Washington (DC), USGPO, 1961, « Thursday, May 25, 1961: Joint Session of the Two Houses », p. 405–410 [lire en ligne].
- En monographie :
  - (en) Urgent National Needs : A Special Message to Congress by President Kennedy, May 25, 1961, Washington (DC), USGPO, Department of State (Publication no 7204), Bureau of Public Affairs (en), Office of Public Services, coll. « General Foreign Policy Series » (no 168), juin 1961, 37 p. (OCLC 25667920, LCCN SD 61000013, lire en ligne).
  - (en) Urgent national needs, address of the President of the United States delivered before a joint session of the Senate and the House of Representatives relative to urgent national needs, Washington (DC), USGPO, coll. « House Document, 87th Congress, 1st Session » (no 174), 14 p. (OCLC 25679430, LCCN 61061538, lire en ligne).